# Diplomáciai rangok
Az államok a diplomáciai tevékenységet végző képviselőiket megfelelő rangokkal ruházzák fel. A vezető diplomaták, akik formálisan államfőjüket képviselik, nagyköveti rangot kapnak.

## Története
A rangok rendszerének egységesítése előtt az államok követei között sok vitára adott alkalmat a protokoll rangsorának megállapítása, amelytől például a rendezvények ültetési rendje függ.  Ennek a vetélkedésnek az eredménye volt részben a címek barokkos elburjánzása, mert a küldő államok a címek révén is elsőbbséget kívántak biztosítani saját diplomatáiknak a fogadó ország diplomáciai testületén belül.
A címek, rangok rendszerét átfogóan először – a diplomáciai élet sok más elemével együtt – az 1815-ös bécsi kongresszus szabályozta. A nagyhatalmak vezető diplomatái ettől kezdve a rendkívüli és meghatalmazott nagyköveti (fr: ambassadeur extraordinaire et plénipotentiaire, en: ambassador extraordinary and plenipotentiary) rangot viselték, nagykövetségük élén. Közöttük a protokollsorrendet általában a megbízólevelük átadásának ideje szabályozza. (Egyes, főként katolikus államokban mindig az apostoli nuncius címet viselő vatikáni nagykövet áll az első helyen.)
A kisebb államok képviselet-vezetői követi (fr: ministre, en: envoy extraordinary and minister plenipotentiary, röviden általában minister) rangot (rendkívüli követ és meghatalmazott miniszter) kaptak, hivataluk elnevezése követség lett.
A követség vezetője állandó vagy ideiglenes jelleggel ügyvivő is lehet, akit nem az államfő, hanem a küldő állam külügyminisztere bíz meg. Az állandó ügyvivő a diplomáciai képviselőknek a bécsi (1815) illetve az aacheni (1818) kongresszusokon meghatározott sorrendjének a negyedik helyén szerepel. Az állandó ügyvivői rang alkalmazása a 20. század derekára kikopott a diplomáciai gyakorlatból, azóta az ügyvivőket ideiglenes ügyvivőknek nevezik akkor is, ha huzamosabb ideig állnak a képviselet élén. Állandó ügyvivőket akkor küldtek az államok, amikor a kétoldalú kapcsolatok nem indokolták a magasabb szintű diplomáciai képviseletet.
Az ENSZ létrejötte véget vetett az államok közötti rangsorolásnak, tagállamai mind jogosultak nagykövet küldésére. A magyar diplomáciai képviseletek vezetői is ENSZ-tagságunk (1955) óta viselnek nagyköveti rangot. A követi rang alkalmazása ezután háttérbe szorult, illetve esetenként nagyobb külképviseleteken a nagykövet utáni vezető diplomata rangjaként alkalmazzák. A beosztotti helyzet miatt ugyanezt a rangot másképpen követtanácsosnak vagy minisztertanácsosnak (fr: conseiller ministre, en: minister counsellor) is nevezik.

## A 21. század elején érvényes rendszer
A diplomáciai kapcsolatok mai rendjét az államok a – hivatalos magyar neve szerint – „BÉCSI SZERZŐDÉS A DIPLOMÁCIAI KAPCSOLATOKRÓL” nemzetközi szerződésben szabályozták, amelyet Bécsben, 1961. április 18-án írtak alá és Magyarországon az 1965. évi 22. törvényerejű rendeletben hirdettek ki (1965. évi 22. törvényerejű rendelet a diplomáciai kapcsolatokról Bécsben, 1961. április 18-án aláírt nemzetközi szerződés kihirdetéséről) Ez a szerződés elsősorban a diplomáciai képviselők mentességeivel és kiváltságaival foglalkozik, de szerepel benne a képviseletvezetők lehetséges rangja is. Ennek alapján elméletileg három kategória létezik, de közülük a gyakorlatban – az államok képviseletei közötti protokolláris versenyhelyzet miatt – csak az első kategóriát, a nagyköveti szintet alkalmazzák.
A beosztott diplomaták rangjával e szerződés sem foglalkozik, de a nemzetközi szokásjog alapján kialakult egy, – államonként kisebb-nagyobb eltérésekkel alkalmazott – rendszer, amit a magyar gyakorlat is követ. Eszerint a diplomáciai rangok emelkedő sorrendben a következők: segédattasé, attasé, III., II., I. osztályú titkár (ezeket a rangokat megfelelő kivárási idő leteltével kapják a diplomaták) II., I. osztályú tanácsos (ezeket már egyéni értékelés alapján adják a külügyminiszterek). A követi és nagyköveti rangokat továbbra is az államfő adományozza.
A katonai attasé a protokollsorrendben a tanácsosok közé sorolt, de természetesen megőrzi saját katonai rendfokozatát is.
A 20. század második felében a diplomáciai tevékenység szakosodásával elterjedt a szakattasék – kulturális attasé, mezőgazdasági attasé, tudományos attasé, belügyi attasé – rendszere. A szakattasé elnevezés beosztást, munkakört jelöl, a diplomáciai rangjuk (például első titkár, tanácsos) ettől független.
Az ideiglenes ügyvivő (chargé d'affaires) szintén beosztás, nem rang: a nagykövetet az ideiglenes, vagy akár állandó távollétében helyettesítő rangidős diplomata beosztása. Amikor a nagykövet az állomáshelyén van, akkor az őt rangban követő diplomatát, kvázi helyettesét „első beosztott”-nak nevezik (angolul Deputy Head of Mission, oroszul второе лицо).
A konzulok eredetileg különálló, kevesebb kiváltsággal és mentességgel rendelkező testületet alkottak. Ma azonban a konzuli tevékenység túlnyomó részét diplomaták végzik a külképviseleteken, illetve az esetleg különálló főkonzulátusokon és konzulátusokon egyaránt (egy kivétel a tiszteletbeli konzul).